# Ferfay
Ferfay (prononcé [fɛʁfaj] et non pas [fɛʁfɛ]) est une commune française située dans le département du Pas-de-Calais en région Hauts-de-France. Ses habitants sont appelés les Ferfayens.
La commune fait partie de la communauté d'agglomération de Béthune-Bruay, Artois-Lys Romane qui regroupe 100 communes et compte 275 327 habitants en 2021.

## Géographie

### Localisation
Localisée dans l'est du département du Pas-de-Calais, Ferfay est une commune limitrophe, à l'est, de la commune d'Auchel et, au nord, de la commune de Lillers (toutes deux aire d'attraction) et située, à vol d'oiseau, à 15 km à l'ouest de la commune de Béthune (chef-lieu d'arrondissement).
Le territoire de la commune est limitrophe de ceux de huit communes.
Les communes limitrophes sont Lillers, Ames, Amettes, Auchel, Aumerval, Burbure, Cauchy-à-la-Tour et Floringhem.

### Géologie et relief
La superficie de la commune est de 3,89 km2 ; son altitude varie de 65  à   112 m.

### Hydrographie
Le territoire de la commune est situé dans le bassin Artois-Picardie.
La commune est traversée par le Burbure, cours d'eau naturel non navigable de 3,68 km, qui prend sa source dans la commune et finit sa course dans la commune.

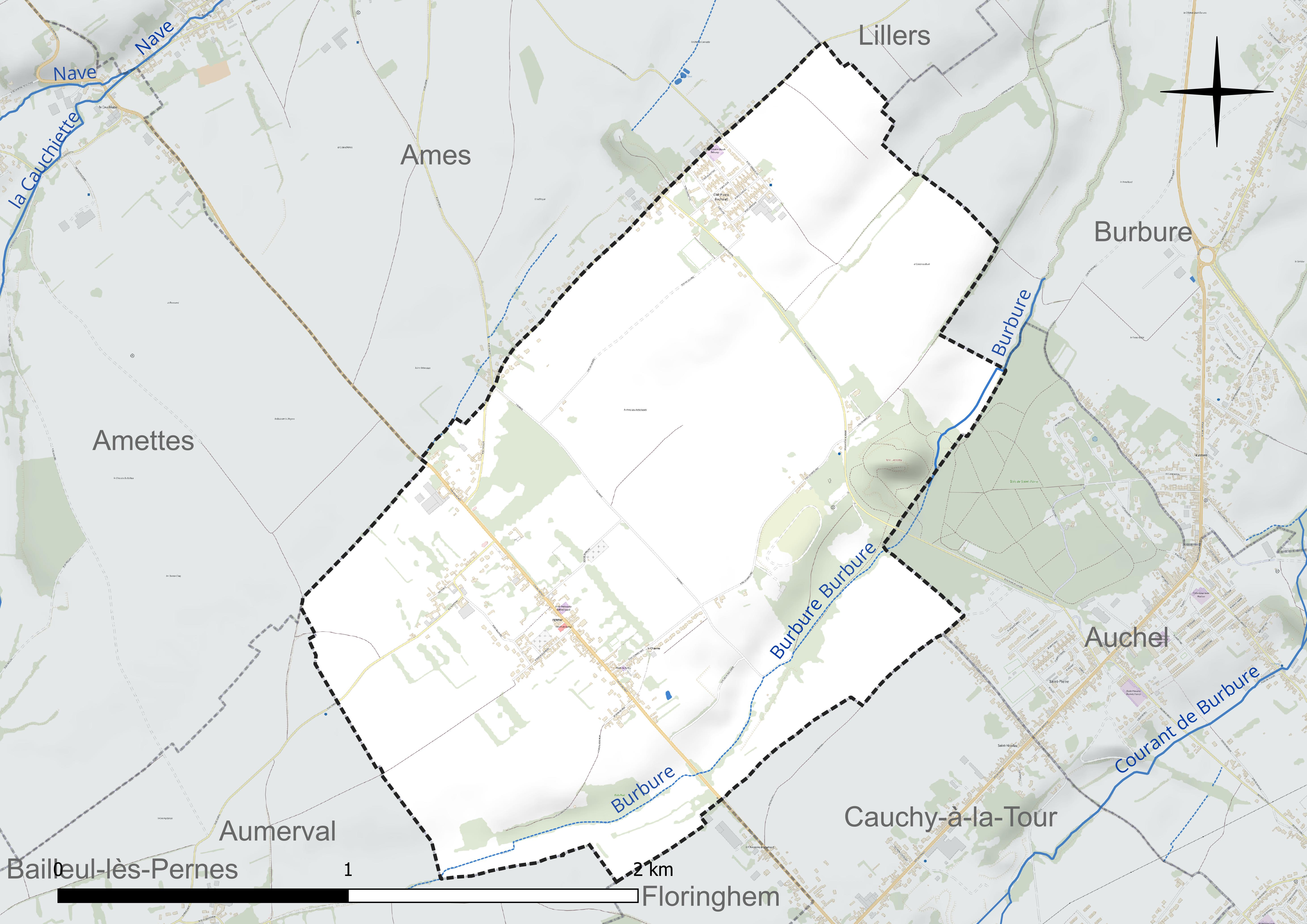
Réseau hydrographique de Ferfay.

### Climat
Pour des articles plus généraux, voir Climat des Hauts-de-France et Climat du Pas-de-Calais.
En 2010, le climat de la commune est de type climat océanique altéré, selon une étude du CNRS s'appuyant sur une série de données couvrant la période 1971-2000. En 2020, Météo-France publie une typologie des climats de la France métropolitaine dans laquelle la commune est exposée à un climat océanique et est dans la région climatique Côtes de la Manche orientale, caractérisée par un faible ensoleillement (1 550 h/an) ; forte humidité de l’air (plus de 20 h/jour avec humidité relative > 80 % en hiver), vents forts fréquents.
Pour la période 1971-2000, la température annuelle moyenne est de 10,1 °C, avec une amplitude thermique annuelle de 13,8 °C. Le cumul annuel moyen de précipitations est de 869 mm, avec 12,8 jours de précipitations en janvier et 9,4 jours en juillet. Pour la période 1991-2020, la température moyenne annuelle observée sur la station météorologique la plus proche, située sur la commune de Lillers à 6 km à vol d'oiseau, est de 11,1 °C et le cumul annuel moyen de précipitations est de 731,5 mm,. Pour l'avenir, les paramètres climatiques de la commune estimés pour 2050 selon différents scénarios d'émission de gaz à effet de serre sont consultables sur un site dédié publié par Météo-France en novembre 2022.

### Milieux naturels et biodiversité

#### Zone naturelle d'intérêt écologique, faunistique et floristique
L’inventaire des zones naturelles d'intérêt écologique, faunistique et floristique (ZNIEFF) a pour objectif de réaliser une couverture des zones les plus intéressantes sur le plan écologique, essentiellement dans la perspective d’améliorer la connaissance du patrimoine naturel national et de fournir aux différents décideurs un outil d’aide à la prise en compte de l’environnement dans l’aménagement du territoire.
Le territoire communal comprend une ZNIEFF de type 1 : le terril 16 de Ferfay. Ce terril est situé en bordure des collines de l'Artois et dont l’édification date de 1855.

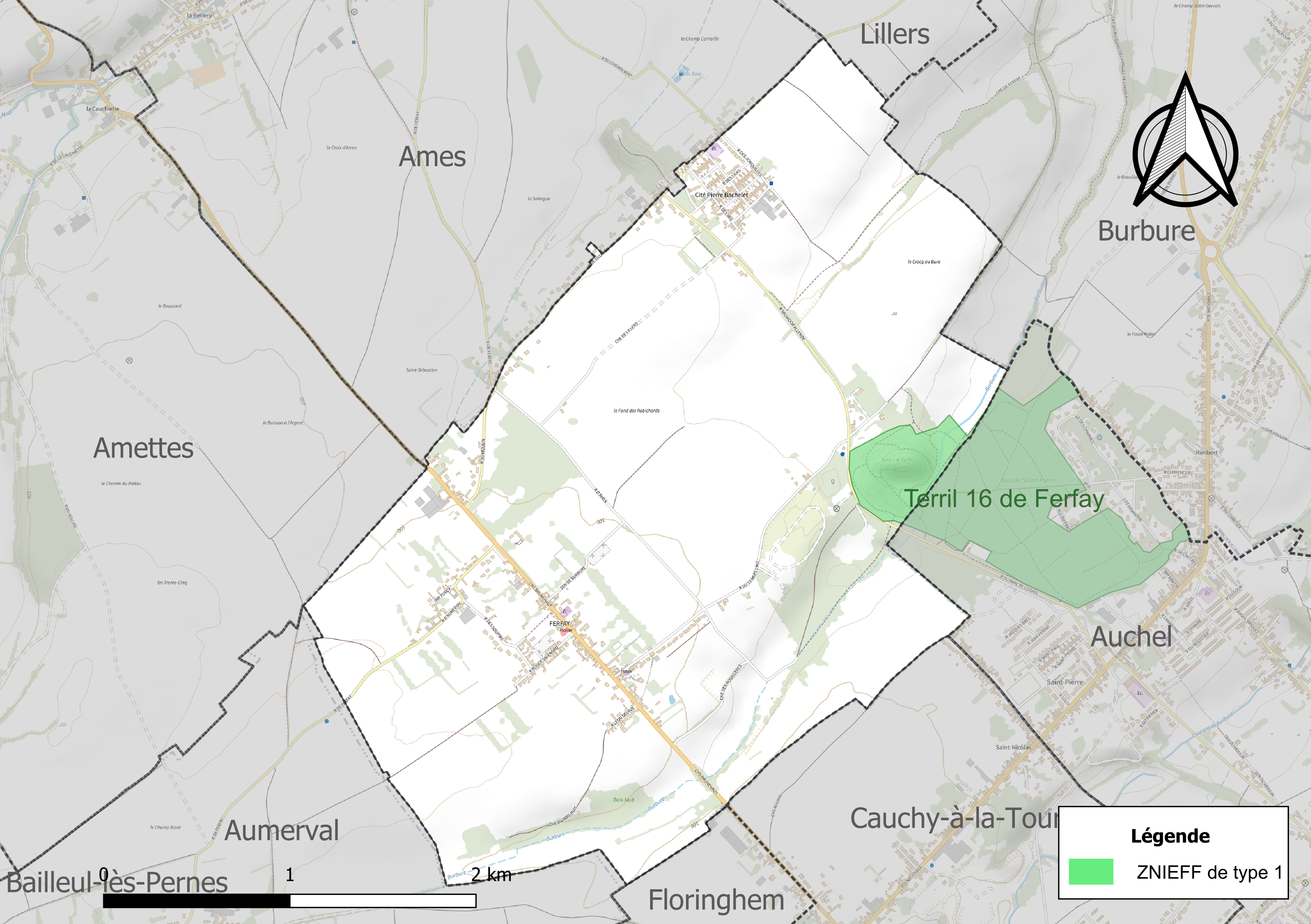
Carte de la ZNIEFF sur la commune.

## Urbanisme

### Typologie
Au 1er janvier 2024, Ferfay est catégorisée commune rurale à habitat dispersé, selon la nouvelle grille communale de densité à sept niveaux définie par l'Insee en 2022.
Elle est située hors unité urbaine. Par ailleurs la commune fait partie de l'aire d'attraction d'Auchel - Lillers, dont elle est une commune de la couronne,. Cette aire, qui regroupe 29 communes, est catégorisée dans les aires de 50 000 à moins de 200 000 habitants,.

### Occupation des sols
L'occupation des sols de la commune, telle qu'elle ressort de la base de données européenne d’occupation biophysique des sols Corine Land Cover (CLC), est marquée par l'importance des territoires agricoles (91,9 % en 2018), une proportion identique à celle de 1990 (91,9 %). La répartition détaillée en 2018 est la suivante :
terres arables (63,3 %), prairies (17,6 %), zones agricoles hétérogènes (11,1 %), forêts (4,3 %), zones urbanisées (3,9 %). L'évolution de l’occupation des sols de la commune et de ses infrastructures peut être observée sur les différentes représentations cartographiques du territoire : la carte de Cassini (XVIIIe siècle), la carte d'état-major (1820-1866) et les cartes ou photos aériennes de l'IGN pour la période actuelle (1950 à aujourd'hui).

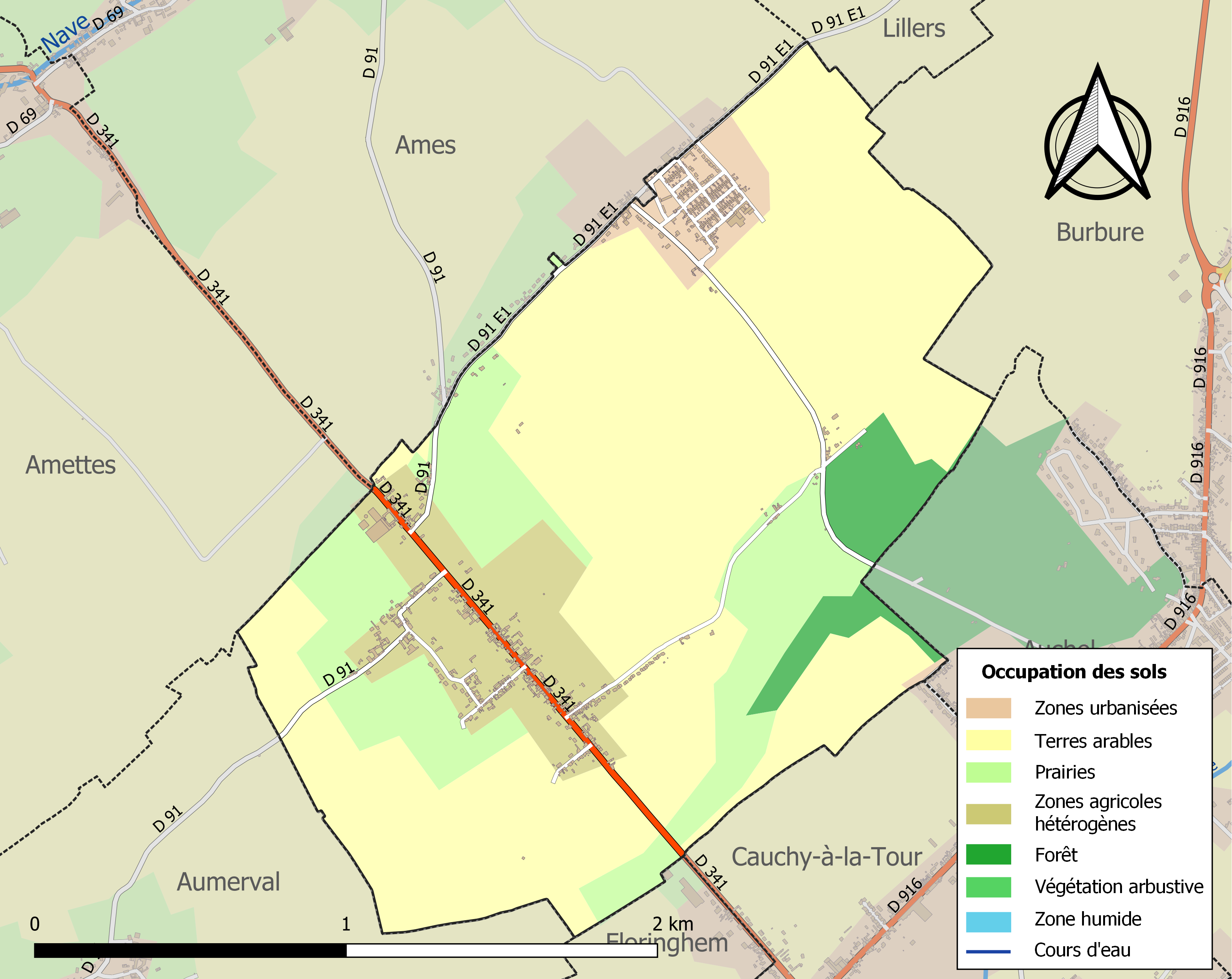
Carte des infrastructures et de l'occupation des sols de la commune en 2018 (CLC).

### Voies de communication et transports

#### Voies de communication
La commune est desservie par la route départementale D 341 dite chaussée Brunehaut reliant Arras à Thérouanne.

#### Transport ferroviaire
La commune se trouve à 6 km, au nord-ouest, de la gare de Calonne-Ricouart, située sur la ligne de Fives à Abbeville, desservie par des trains régionaux du réseau TER Hauts-de-France.

## Toponymie

### Attestations anciennes
Le nom de la localité est attesté sous les formes Fracfagium au IXe siècle ; Fresfai en 1219 ; Freffay en 1331 ; Fresfaez en 1429 ; Frefay en 1528 ; Frefaï en 1739 ; Ferfay au XVIIIe siècle ; Frélay en 1793 ;  Frelay et Ferfay depuis 1801.

### Étymologie
Jusqu'à l'ouverture des concessions minières, Ferfay est un village situé dans les bois comme le rappelle son étymologie : Fracfagium au IXe siècle, Fresfay en 1219, de frait / de faï / « bois de hêtres ». De fractum frageum, « hêtre brisé ».

## Politique et administration

### Découpage territorial
La commune se trouve dans l'arrondissement de Béthune du département du Pas-de-Calais, depuis 1801.

#### Commune et intercommunalités
La commune est membre de la communauté d'agglomération de Béthune-Bruay, Artois-Lys Romane.

#### Circonscriptions administratives
La commune est rattachée au canton de Lillers. Avant le redécoupage cantonal de 2014, elle était, depuis 1984, rattachée au canton d'Auchel.

#### Circonscriptions électorales
Pour l'élection des députés, la commune fait partie de la huitième circonscription du Pas-de-Calais.

### Élections municipales et communautaires

#### Liste des maires
| Période                                  | Période                           | Identité                | Étiquette | Qualité |
| ---------------------------------------- | --------------------------------- | ----------------------- | --------- | --- |
| 1847                                     | 1848                              | Joachim Joseph Delbarre |           | |
| Les données manquantes sont à compléter. |                                   |                         |           | |
| mars 1977                                | Janvier 1987                      | Gaston Lemâtre          | PCF       | |
| Janvier 1987                             | 1990                              | Élie Suchet             |           | |
| 1990                                     | septembre 2011 (Mort en fonction) | Gaston Nicolle          | PCF       | Mécanicien aux aciéries Ugine à Isbergues                                                                                         |
| novembre 2011                            | En cours (au 21 février 2022)     | Line Garot-Lemâtre      | PCF       | Profession intermediaire administrative de la fonction publique Réélue pour le mandat 2014-2020, Réélue pour le mandat 2020-2026, |
| Les données manquantes sont à compléter. |                                   |                         |           | |

## Équipements et services publics

### Enseignement
La commune est située dans l'académie de Lille et dépend, pour les vacances scolaires, de la zone B.
La commune administre l'école maternelle Gabriel Fauré et l'école élémentaire Claude Debussy, toutes deux en regroupement pédagogique intercommunal (RPI 106).

### Justice, sécurité, secours et défense
La commune dépend du tribunal judiciaire de Béthune, du conseil de prud'hommes de Béthune, de la cour d'appel de Douai, du tribunal de commerce d'Arras, du tribunal administratif de Lille, de la cour administrative d'appel de Douai, du pôle nationalité du tribunal judiciaire de Béthune et du tribunal pour enfants de Béthune.

## Démographie
Les habitants sont appelés les Ferfayens.

### Évolution démographique
L'évolution du nombre d'habitants est connue à travers les recensements de la population effectués dans la commune depuis 1793. Pour les communes de moins de 10 000 habitants, une enquête de recensement portant sur toute la population est réalisée tous les cinq ans, les populations de référence des années intermédiaires étant quant à elles estimées par interpolation ou extrapolation. Pour la commune, le premier recensement exhaustif entrant dans le cadre du nouveau dispositif a été réalisé en 2006.

En 2022, la commune comptait 868 habitants, en évolution de −5,14 % par rapport à 2016 (Pas-de-Calais : −0,72 %, France hors Mayotte : +2,11 %).
| 1793 | 1800 | 1806 | 1821 | 1831 | 1836 | 1841 | 1846 | 1851 |
| ---- | ---- | ---- | ---- | ---- | ---- | ---- | ---- | ---- |
| 300  | 249  | 295  | 283  | 311  | 316  | 312  | 314  | 314  |

| 1856 | 1861 | 1866 | 1872 | 1876 | 1881 | 1886  | 1891  | 1896  |
| ---- | ---- | ---- | ---- | ---- | ---- | ----- | ----- | ----- |
| 336  | 360  | 393  | 607  | 946  | 906  | 1 038 | 1 074 | 1 005 |

| 1901 | 1906  | 1911  | 1921  | 1926  | 1931  | 1936  | 1946  | 1954  |
| ---- | ----- | ----- | ----- | ----- | ----- | ----- | ----- | ----- |
| 995  | 1 129 | 1 240 | 1 413 | 1 328 | 1 251 | 1 242 | 1 238 | 1 226 |

| 1962  | 1968  | 1975 | 1982 | 1990 | 1999 | 2006 | 2011 | 2016 |
| ----- | ----- | ---- | ---- | ---- | ---- | ---- | ---- | ---- |
| 1 137 | 1 015 | 910  | 888  | 920  | 880  | 932  | 932  | 915  |

| 2021 | 2022 | - | - | - | - | - | - | - |
| ---- | ---- | - | - | - | - | - | - | - |
| 882  | 868  | - | - | - | - | - | - | - |

### Vie associative
Ferfay héberge plusieurs associations culturelles, festives et sportives :
- L'association « Autour du Jeu » présidée par Caroline Khadar : ancien vestiaire du terrain de football,
- L'association « Ferfay Sylvie » présidée par Pascal Bouche : salle des fêtes, cité Pierre-Bachelet (ancienne cité 3),
- L'association de pétanque « Roule ta bille » présidée par Jean-Philippe Marle : terrain de pétanque, salle des fêtes, cité Pierre-Bachelet,
- Le comité des fêtes présidé par Line Lematre : salle polyvalente et salle des fêtes de la cité Pierre-Bachelet,
- L'association « Ferfay Rando » organisée par Freddy Garot : salle polyvalente au centre bourg.

## Culture locale et patrimoine

### Lieux et monuments
- L'église Saints-Lugle-et-Luglien[32], dédiée à Lugle et Luglien, se situe dans le centre-ville sur la chaussée Brunehaut qui va jusqu'à Thérouanne.
- Le mémorial aux fusillés de 1944 se situe rue de Lillers.
- La chapelle Sainte-Mélanie[33],[34] se trouve au centre du village sur la chaussée Brunehaut.
- Le monument aux morts[35].
- Le territoire communal possède deux fosses : la fosse 2 vers la rue du 19-Mars et la fosse 3 devenue maintenant cité Pierre-Bachelet et qui comporte les rues suivantes :

rue des Mimosas, rue des Glaïeuls, rue des Iris, rue des Myosotis, rue des Jonquilles, rue des Lilas, rue des Violettes, rue des Capucines, une partie de la rue Salvador-Allende, le chemin de Lillers et la rue de Lillers.
- Le sentier principal de la commune et celui de Saint-Lugle-Saint-Luglien.

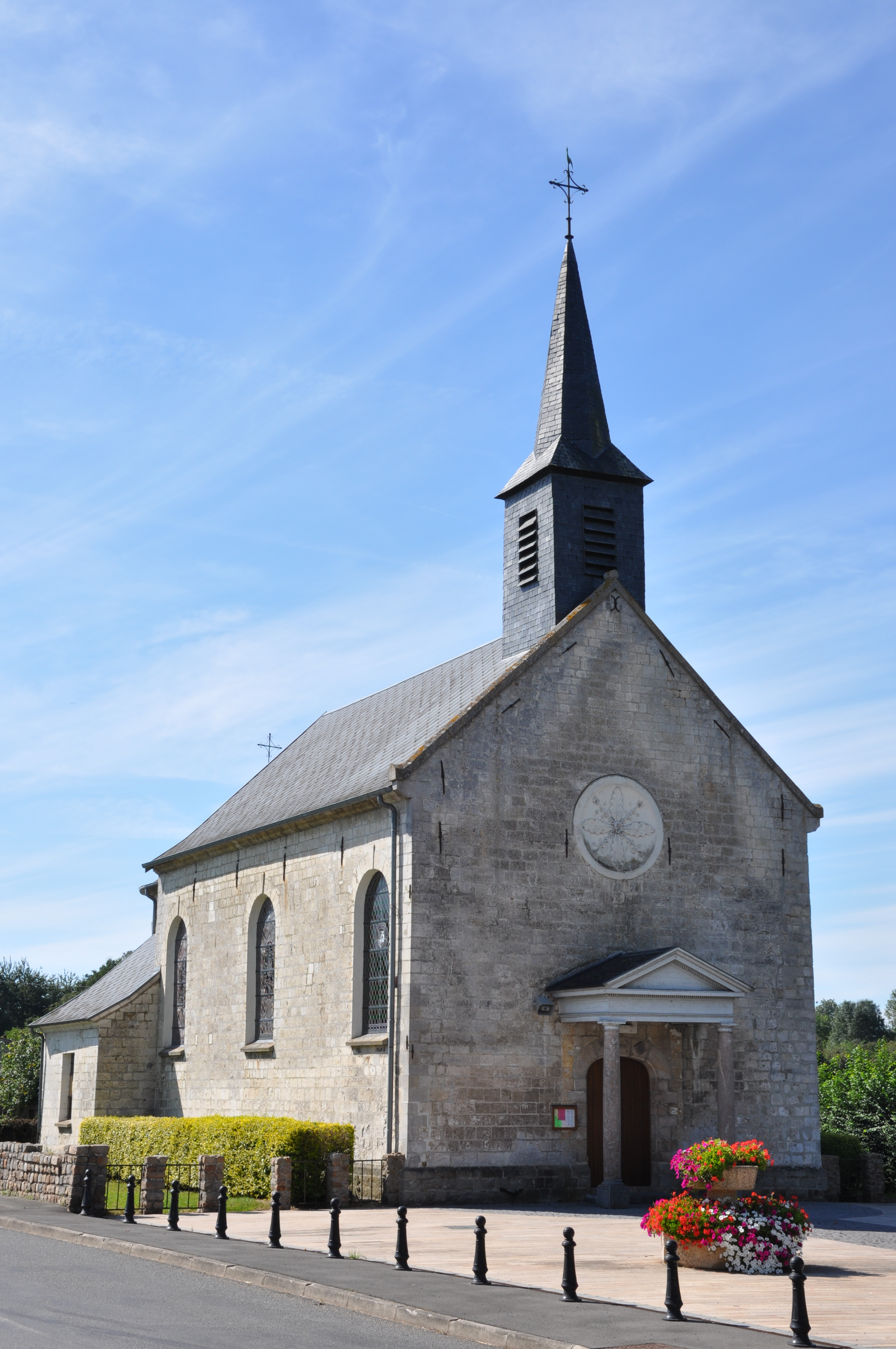
L'église Saints-Lugle-et-Luglien.
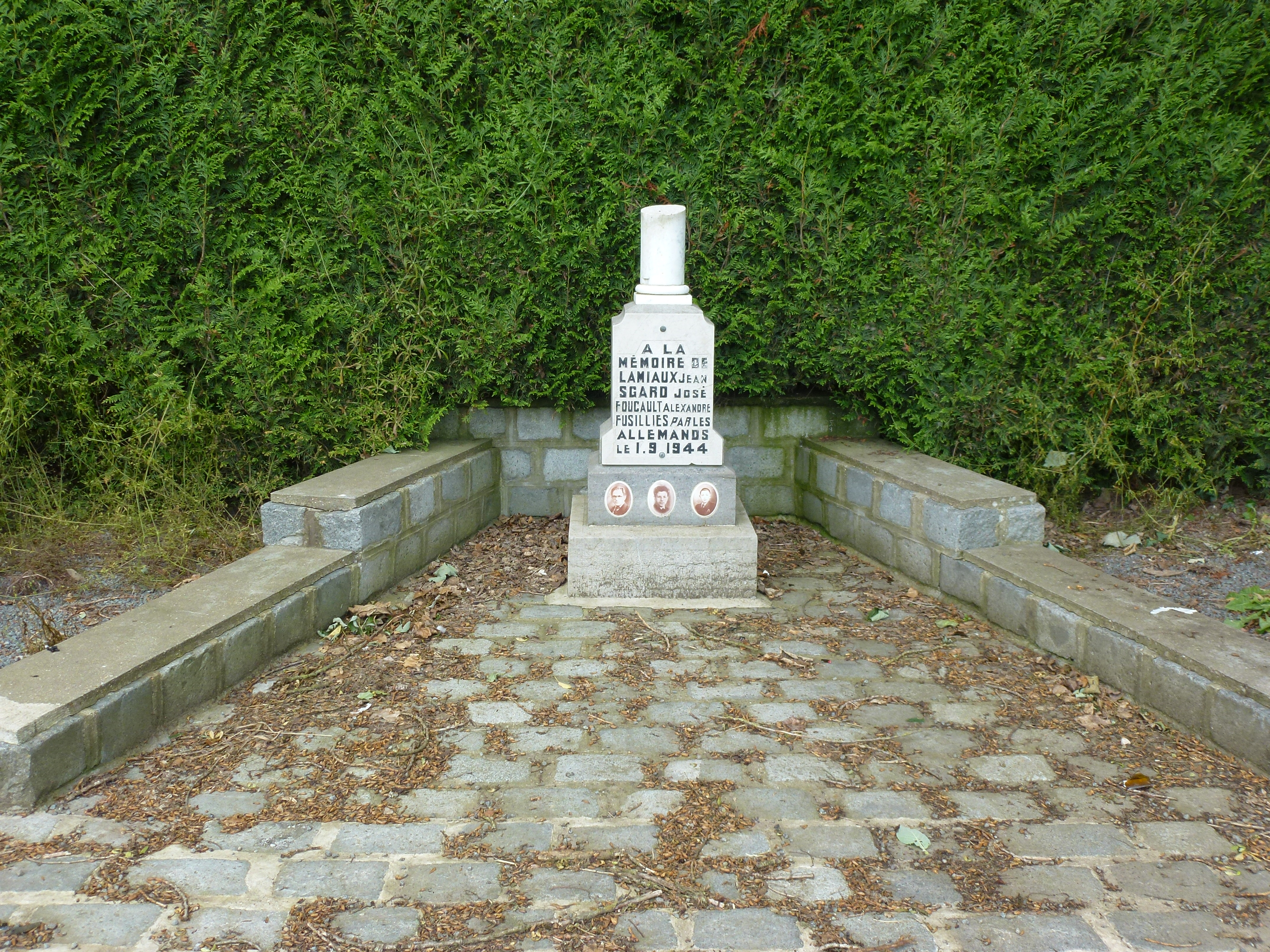
Le mémorial aux fusillés de 1944.
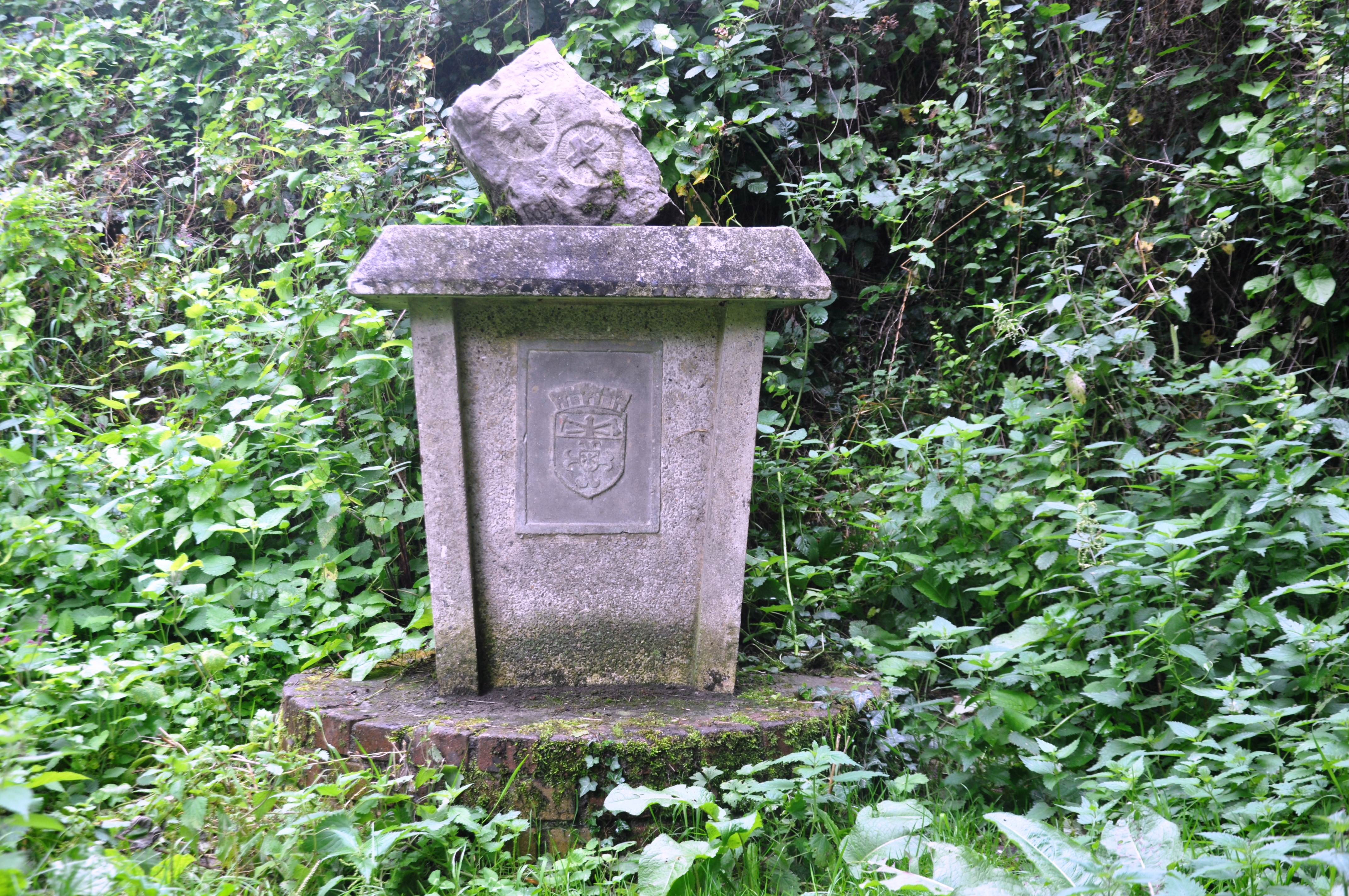
La stèle dédiée à saints Lugle et Luglien à Burbure (commune limitrophe)
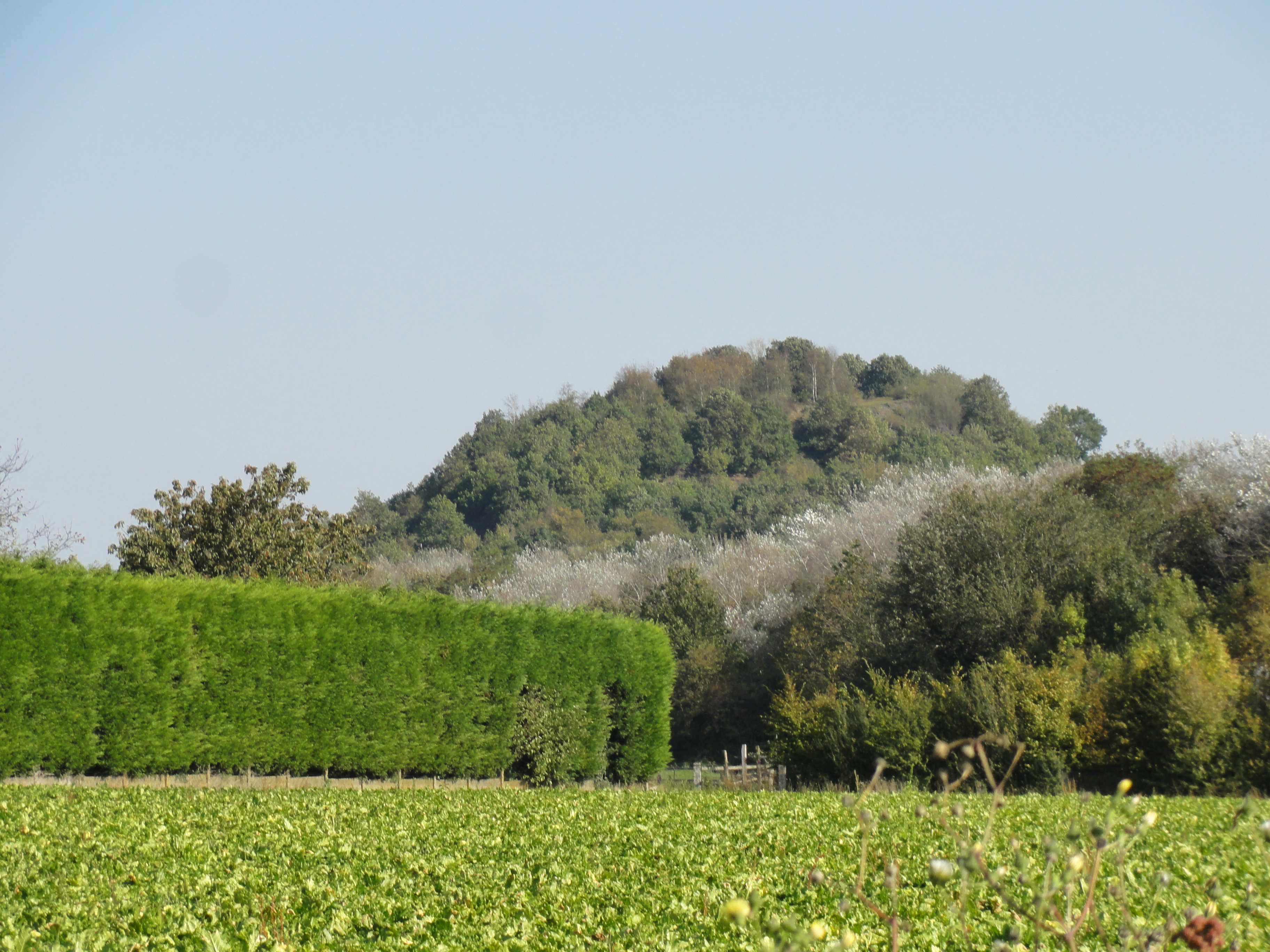
Le terril no 16, 1.

### Personnalités liées à la commune
- Lugle et Luglien, deux princes irlandais, qui furent attaqués et assassinés lors de leur pèlerinage vers Rome.
- Louis Maximilien François Herman Hinnisdal de Fumal (1751-ap.1824), général de la Révolution et de l’Empire, mort à Ferfay.

### Héraldique
| Blason de Ferfay | Blason  | Écartelé: au 1er d'or à la bande d'azur chargée de trois fleurs de lis d'argent posées à plomb, au 2e d'argent à trois tourteaux de gueules, au 3e d'argent à deux bandes d'azur, au 4e de sable plain au chef d'argent chargé de trois merles de sable ; sur le tout, d'argent à la lampe de mineur de sable, allumée d'or et surmontée d'un fer à cheval de sable. |
| Blason de Ferfay | Détails | Officiel, présenté sur le site internet de la mairie. |

## Pour approfondir

#### Bases de données, dictionnaires et encyclopédies
- Ressources relatives à la géographie :   - Insee (communes)
  - Ldh/EHESS/Cassini
- Ressource relative à plusieurs domaines :   - Annuaire du service public français
- Notices d'autorité :   - BnF (données)